# Фронтлифтинг
Фронтлифтинг — пластическая операция по подтяжке бровей и лба.

## История
Первая задокументированная медицинская дискуссия об подтяжке лба была написана в 1910 году известным немецким хирургом Эрихом Лексером.

## Показания к фронтлифтингу
К фронтлифтингу прибегают пациенты, обладающие такими недостатками, как:
- непривлекательная конфигурация, вид бровей;
- глубокие межбровные складки;
- низкие брови, из-за которых на верхних веках создается излишек кожи;
- тяжелый взгляд;
- опущение внешнего края верхнего века из-за опущения бровей;
- сердитый, грустный, усталый внешний вид;
- сильно выраженные поперечные морщины на лбу;
- морщины возле носа;
- дряблость кожи висков, лба и уголков глаз;
- опущение кончика носа, бровей;
- сплошное опущение кожи верхней части лица.

Фронтлифтинг обычно делают женщины и мужчины в возрасте 35-60 лет. Но операция возможна, если проблемы, перечисленные выше, проявляются у более молодых пациентов.
Подтяжка бровей и лба считается довольно эффективной операцией, которая приводит к выраженным и долгосрочным результатам, если её выполняют квалифицированные хирурги и пациенты соблюдают все их рекомендации. После фронтлифтинга пациент в идеале выглядит моложе на 5-10 лет: морщины исчезают, брови приподнимаются, разглаживается и становится приветливее лицо.

## Подготовка к операции
Перед фронтлифтингом хирург предварительно обследует мышцы, кожу лица, кости черепа. Пациент на этом этапе должен сообщить врачу о проведенных ранее операциях и о своих хронических болезнях. Данная информация поможет избежать осложнений не только во время, но и после операции.
Фронтлифтинг проводят под общим наркозом. При операции задействуют волосистую часть головы, но волосы не выстригают, а собирают в пучки, которые не мешают проведению операции.

## Виды фронтлифтинга
1. Открытый фронтлифтинг — пластическая операция по подтяжке бровей и лба, при которой непосредственно через бикоронарный разрез проникают в ткани. Разрез делается за линией роста волос вдоль лба. Через этот разрез удаляются избытки жира, перераспределяются ткани лба, подтягиваются, изменяются мышцы надглазничной и лобной областей, отсекается кожа и др.
2. Эндоскопический фронтлифтинг — пластическая операция по подтяжке бровей и лба, при которой в оперируемое пространство проникают через 2-3 небольших разреза (примерно по 1,5 см). Через данные разрезы внутрь вводят инструменты и видеокамеру подходящего размера, которая позволяет следить за процессом операции. Через такие разрезы отслаивают кожу лба и фиксируют её в нужном положении. Отслаивается зона, где мало кровеносных сосудов, поэтому при такой операции минимальное кровотечение. Кожа не удаляется, а перераспределяется, а затем фиксируется швами в определенном положении.

Эндоскопический фронтлифтинг — более современная и востребованная операция, чем открытый фронтлифтинг. К достоинствам фронтлифтинга можно отнести:
- наименьшую травматичность для сосудов, волосяных луковиц и нервных окончаний;
- меньшее время операции;
- менее выраженные шрамы от швов;
- менее продолжительный и болезненный послеоперационный период;
- минимальный риск осложнений из-за разрезов небольшого размера.

Открытый же фронтлифтинг больше показан пациентам старше 50 лет, так как эндоскопический фронтлифтинг может не дать им желаемого результата, потому что при этой операции кожа перераспределяется, а не удаляется. Но в каждом конкретном случае методику операции выбирает сам хирург.

## Возможные осложнения при фронтлифтинге
1. послеоперационные рубцы (обычно исчезают в течение года)[источник не указан 4419 дней];
2. гематомы, онемение лба, опухшее лицо, боль (обычно исчезают в течение двух недель);
3. изменение мимики верхней части лица;
4. смещение волосяного покрова назад или приближение его к глазам.

## Противопоказания
- нарушенная свертываемость крови;
- кожа, потерявшая эластичность;
- сахарный диабет;
- обострение хронических заболеваний;
- высокое артериальное давление;
- заболевания щитовидной железы;
- сильно поврежденная кожа лобной области;
- сердечно-сосудистые, психические, онкологические заболевания.

## Реабилитация
Реабилитационный период после открытого фронтлифтинга длится около 2-3 недель, после эндоскопического — в течение одной недели. Швы снимают через неделю. Через несколько месяцев функции кожной ткани пациента полностью нормализуются.
Около месяца после операции лучше воздерживаться от курения, алкоголя, горячих водных процедур и сильных физических нагрузок.